# Красногорское благочиние
Красногорское благочиние — округ Одинцовской епархии Русской православной церкви, объединяющий приходы в пределах городского округа Красногорск Московской области.
В округе 18 приходов. Благочинный округа — протоиерей Владимир Шафоростов.

## Храмы благочиния

### село Ангелово
- Никольский храм

### село Архангельское
- храм Архангела Михаила

### село Ильинское
- Ильинская церковь
- Скорбященская церковь

### деревня Козино
- Иоанно-Златоустовская церковь

### город Красногорск
- Успенский храм
- Церковь иконы Божией Матери Знамение в Знаменском-Губайлове
- Никольский храм и храм иконы Божией Матери Боголюбская
- больничный храм великомученика Пантелеимона
- Храм Святой Елисаветы в Опалихе

### деревня Марьино
- Знаменская церковь в Марьино

### посёлок Нахабино
- Покровский храм
- Данииловская церковь
- храм иконы Божией Матери Владимирская
- храм священномучеников Красногорских Петра и Николая
- Георгиевская церковь
- Максимовский храм

### село Николо-Урюпино
- Никольская церковь

### посёлок Новый
- церковь святителя Луки

### село Петрово-Дальнее
- церковь Успения Пресвятой Богородицы

### село Николо-Крутины
- Никольский храм
- Казанская церковь

### деревня Путилково
- Михаило-Архангельская церковь[2]

## Канцелярия благочиния
Московская область, Красногорский район, город Красногорск, Успенский храм, ул. Ленина, д. 67-а. Телефон (495) 563-15-64.